# Francisco Ocón
Francisco Javier Ocón Pascual (n. Arnedo, La Rioja; 17 de agosto de 1970) es un político español del PSOE.

## Biografía
Nacido en Arnedo, es licenciado en Ciencias Políticas y Sociología por la UNED, CAP Historia por la Universidad Complutense de Madrid y Técnico Superior en Electrónica Industrial. En 2004 asumió un acta de concejal en el Ayuntamiento de Arnedo, y en 2008 es elegido secretario general de la Agrupación Socialista de Arnedo. En 2012 es nombrado secretario de Organización del PSOE de La Rioja, con César Luena como secretario general. En las elecciones autonómicas de 2015 es elegido diputado del Parlamento de La Rioja, asumiendo las funciones de portavoz adjunto del Grupo Parlamentario Socialista.
Tras la dimisión de Pedro Sánchez como secretario general del PSOE el 1 de octubre de 2016, entró a formar parte de Comisión Gestora de Susana Díaz que dirigió el partido hasta la celebración de elecciones primarias. Tras el regreso de Pedro Sánchez al liderazgo del partido, Ocón presentó su candidatura a la secretaría general del PSOE de La Rioja, ganando las elecciones primarias al alcalde de Casalarreina Félix Caperos, obteniendo el 56,72% de los votos frente al 42,37 de su rival.

## Cargos desempeñados
- Concejal en el Ayuntamiento de Arnedo (2004-2015)
- Secretario general del PSOE de Arnedo (2008-2012)
- Secretario de Organización del PSOE de La Rioja (2012-2017)
- Diputado en el Parlamento de La Rioja. (2015-2023).
- Portavoz adjunto del Grupo Socialista en el Parlamento de La Rioja. (2015-2019).
- Vocal de la Comisión Gestora del PSOE (2016-2017)
- Secretario general del PSOE de La Rioja. (2017-actual)
- Consejero de Gobernanza Pública del Gobierno de La Rioja (2019-2020)